# شيم كلبي
شيم كلبي (الاسم العلمي: Caranx caninus) (بالإنجليزية: Pacific crevalle jack)‏ هو نوع من الأسماك يتبع جنس الشيم من فصيلة الشيميات.